# Coburg (Iowa)
Coburg is een plaats (city) in de Amerikaanse staat Iowa, en valt bestuurlijk gezien onder Montgomery County.

## Demografie
Bij de volkstelling in 2000 werd het aantal inwoners vastgesteld op 31. In 2006 is het aantal inwoners door het United States Census Bureau geschat op eveneens 31.

## Geografie
Volgens het United States Census Bureau beslaat de plaats een oppervlakte van 0,8 km², geheel bestaande uit land. Coburg ligt op ongeveer 307 m boven zeeniveau.

## Plaatsen in de nabije omgeving
De onderstaande figuur toont nabijgelegen plaatsen in een straal van 16 km rond Coburg.